# Factory II
Factory II är den svenska rockgruppen Factorys andra och sista studioalbum, utgivet på CBS Records 1980.

## Låtlista
Alla låtar är skrivna av Factory.
A
1. "En kärleksförklaring" – 3:51
2. "Hur ska jag kunna veta" – 3:55
3. "Mörkrädd" – 3:59
4. "Är det konstigt att man är rädd" – 4:58
5. "Ensam" – 1:40

B
1. "Jag vill ha nån" – 4:15
2. "Plastic" – 2:54
3. "In i dimman" – 3:50
4. "Kuddsnack" – 4:01
5. "Ligger det i släkten" – 3:14

## Medverkande
- Leif Allansson – tekniker
- Björn Almstedt – tekniker, mastering
- Jan Askelind – producent
- Mats Carinder – sång, slagverk, synth (bas)
- Peter Dahl – mastering
- Greg FitzPatrick – synthprogrammering (A4 och B4)
- Rosa Gröning – bakgrundssång
- Ola Lager – foto
- Anders Larsson – tekniker
- Lars-Olov Larsson – keyboards, slagverk, gitarr, sång
- Ted Larsson – akustisk gitarr, gitarr, sång
- Anders Odö – layout
- Ken Siewertson – bas, akustisk gitarr, slagverk, sång
- Mats Söderberg – trummor, synth, slagverk, sång
- Klaus Wilcke – tekniker
- Liza Öhman – bakgrundssång

## Listplaceringar
| Lista (1980) | Topplacering |
| ------------ | ------------ |
| Sverige      | 7            |

### Fotnoter
1. 1 2  ”Factory II”. Discogs.com. http://www.discogs.com/Factory-II/release/1239150. Läst 13 december 2012.
2. ↑  Placeringar på den svenska albumlistan